# Prionostemma dentatum
Prionostemma dentatum is een hooiwagen uit de familie Sclerosomatidae.